# Богдан Маринов
Богдан Маринов e българо-унгарски военен деец през XVII век, един от водачите на Чипровското въстание.

## Биография
Богдан Маринов е роден в Чипровци през 1644 година, като семейството му е родствено с Парчевичи и Пеячевичи. Той също е роднина и по-късно съмишленик на епископ Стефан Кнежевич. Още през 1686 година Маринов постъпва на служба в армията на Хабсбургската монархия.
По време на Австро-турските войни през 1688 г. в Чипровци поставят началото на бунта, подготвян с десетилетия от Петър Парчевич, Петър Богдан и други чипровчани от българския католически елит. През пролетта в града са сформирани две чети, оглавени от Георги Пеячевич и Богдан Маринов, които преминават в Поморавието, за да се присъединят към армията на Хабсбургите. След отделни сблъсъци с османски части, те достигат до Бачка и от юни се включват във военните действия под хабсбургско командване. Те участват в превземането на важната крепост Оршова.
През август архиепископ Стефан Кнежевич, опасявайки се от ответни действия срещу Чипровци от османска страна, пише до император Леополд I с искане за помощ. В отговор към Чипровци са изпратени 6 полка с артилерия, командвани от генерал Донат Йохан Хайслер фон Хайтерсхайм, а в авангарда на подразделението са конните дружини на Пеячевич и Ласло Чаки и четата на Маринов. С наближаването на отряда към Чипровци откритото въстание обхваща Чипровци, Копиловци, Железна, Клисура и други села, като се разпростира до Видин. От Чипровец и Копиловци излизат по четири чети, които се присъединяват към силите на Чаки, Георги Пеячевич и Богдан Маринов.
На 10 октомври е решителната битка в местността Жеравица (в близост до село Кутловица). Въстаниците са победени от турците с помощта на техния съюзник граф Имре Тьокьоли – претендент за унгарския престол. На същата дата войските на Софийския бейлербей превземат Чипровци с щурм – 2000 души са убити и пленени, а 3000 начело с архиепископ Кнежевич, охранявани от чети ръководени от Георги Пеячевич и Богдан Маринов бягат на Север и Запад.
През 1689 г. български чети (ядрото на въстаниците) организирани от Георги Пеячевич и Богдан Маринов преминали под командването на австрийския генерал Лудвиг Боденски освобождават за кратко Видин, Белоградчик и Берковица.
По-късно Богдан Маринов командва бригада в хабсбургската армия и стига до чин полковник.
Богдан Маринов умира на 16 януари 1721 г. в град Нови Сад на 76-годишна възраст.  В регистъра на новисадската община той е записан така: „Деодат Маринович, иначе наречен полковник Богдан“.